# Everhartia hymenuloides
Everhartia hymenuloides är en svampart som beskrevs av Sacc. & Ellis 1882. Everhartia hymenuloides ingår i släktet Everhartia, divisionen sporsäcksvampar och riket svampar.   Inga underarter finns listade i Catalogue of Life.